# Hockeyclub 's-Hertogenbosch
Hockeyclub 's-Hertogenbosch is een Nederlandse hockeyclub uit 's-Hertogenbosch. De club komt bij zowel de heren als bij dames uit op het hoogste niveau.

## Geschiedenis
De R.K. Mixed Hockeyclub 's-Hertogenbosch, thans officieel HC 's-Hertogenbosch, werd op 14 juli 1937 opgericht. De club ontstond op 2 april 1932 al als een aparte hockeyafdeling van de Provinciaal Noord-Brabantse Elektriciteit Maatschappij (P.N.E.M.). Toen werd er nog competitie gespeeld in de Zuid-Nederlandse hockeybond onder de naam PSV (PNEM Sport Vereniging). Op 15 juli 1937 werd de club lid van de NHB. De dag ervoor (bij de officiële oprichtingsvergadering) werd voor de huidige naam gekozen.
Eind jaren 80 telde de club ruim 800 leden en thans heeft de club circa 2.500 leden. Daarmee is het de grootste sportvereniging van de gemeente 's-Hertogenbosch en een van de grootste hockeyverenigingen van Nederland.
De club beschikt over drie water- en vier zand-ingestrooide kunstgrasvelden. Het terrein is gevestigd aan de Oosterplas in 's-Hertogenbosch. In 2015 werd begonnen met de bouw van tribunes rondom het hoofdveld waarmee de bezoekerscapaciteit vergroot werd tot 2.000. In 2017 is het clubhuis verbouwd en uitgebreid met een gezond sportrestaurant.

## Mannen
De mannen debuteerden in het seizoen 1984/85 op het hoogste niveau om meteen dat jaar weer te degraderen. In 1993 werd middels het kampioenschap in de Overgangsklasse opnieuw promotie behaald. In 1997 werd de play-off finale nog verloren van Amsterdam, maar in 1998 en 2001 werd het landskampioenschap wel behaald. In de finale van 1998 werd wel afgerekend met Amsterdam en in 2001 werd er gewonnen van Oranje Zwart. In 1999 werd het Europacup I toernooi gewonnen door in de finale het Spaanse Club Egara te verslaan.

## Vrouwen

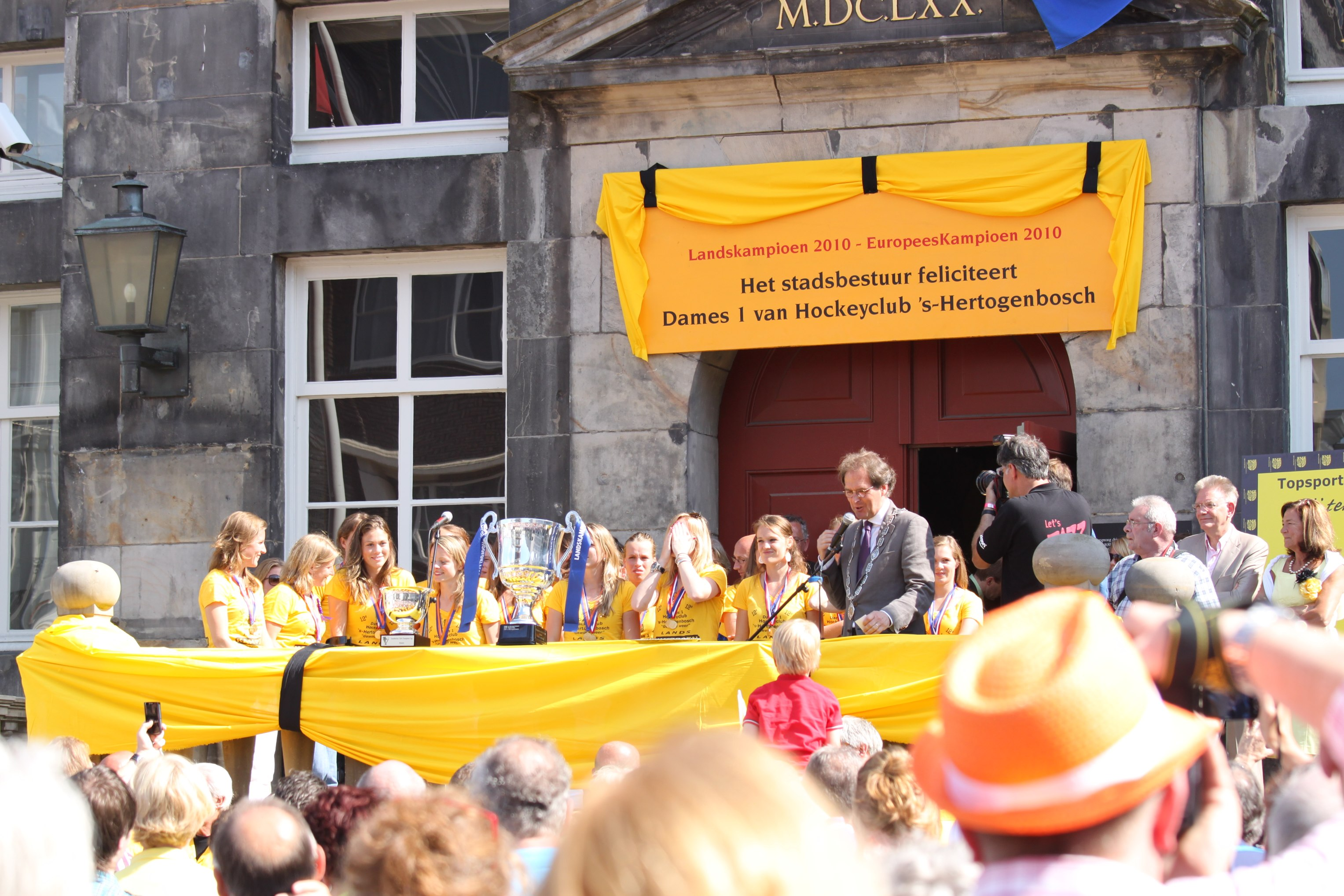
De dames van 's-Hertogenbosch worden geëerd op het balkon van het stadhuis voor het winnen van het landskampioenschap en de Club Champions Cup in 2010

De vrouwen promoveerden in 1991 naar het hoogste niveau met de nog jonge Ageeth Boomgaardt en Mijntje Donners in de gelederen. Op die basis is de club uitgegroeid tot een ware grootmacht in het Nederlandse dameshockey. In de 23 seizoenen van 1998 tot en met 2022 werd op drie jaar na (2009, 2013 en 2019) het landskampioenschap gewonnen. Hiermee is de club recordhouder met 21 landstitels, één meer dan Amsterdam. Ook op Europees niveau is het vrouwenteam dominant, sinds 2000 heeft het team zich 18 maal tot Europees Kampioen kunnen kronen: tien keer Europacup I, zes keer Euro Hockey Club Cup en de Euro Hockey League in 2021 en 2023. Veel van de titels werden gewonnen onder coach Raoul Ehren in de periode 2008 t/m 2021 (en als assistent-coach van 2003 t/m 2008), sinds 2021 staat het team onder leiding van oud-(zaal)international Marieke Dijkstra.
Den Bosch is een vaste leverancier aan het nationale vrouwenteam, waar in het verleden grote namen als Boomgaardt, Donners, Minke Booij, Maartje Goderie, Maartje Paumen en Ireen van den Assem voor zijn opgeroepen. Ook tegenwoordig heeft Den Bosch vele internationals in de gelederen, op de Olympische Spelen in Tokio in 2021 – waar de dames goud wonnen – leverde Den Bosch acht van de 16 speelsters: Margot van Geffen, Marloes Keetels, Josine Koning, Sanne Koolen, Frédérique Matla, Laura Nunnink, Pien Sanders en Lidewij Welten.

## Huidige selecties

### Dames
| Nr. | Positie | Speler                   |
| --- | ------- | ------------------------ |
| 1   | GK      | Josine Koning            |
| 2   | GK      | Liselot van Bergen       |
| 3   | DF      | Rosa Fernig              |
| 4   | MF      | Pleun van der Plas       |
| 5   | MF      | Danique van der Veerdonk |
| 6   | DF      | Amber Brouwer            |
| 8   | FW      | Teuntje de Wit           |
| 10  | FW      | Noor Omrani              |
| 11  | DF      | Pien Sanders             |
| 12  | DF      | Emmeliene Oonk           |

| Nr. | Positie | Speler            |
| --- | ------- | ----------------- |
| 13  | FW      | Brooke Peris      |
| 14  | DF      | Sanne Koolen      |
| 15  | FW      | Frédérique Matla  |
| 16  | FW      | Joosje Burg       |
| 17  | MF      | Sian Keil         |
| 19  | MF      | Emma Reijnen      |
| 20  | MF      | Laura Nunnink     |
| 21  | MF      | Imme van der Hoek |
| 22  | FW      | Maartje Krekelaar |
| 24  | GK      | Lucie Ehrmann     |

## (Oud-)internationals van Hockeyclub 's-Hertogenbosch

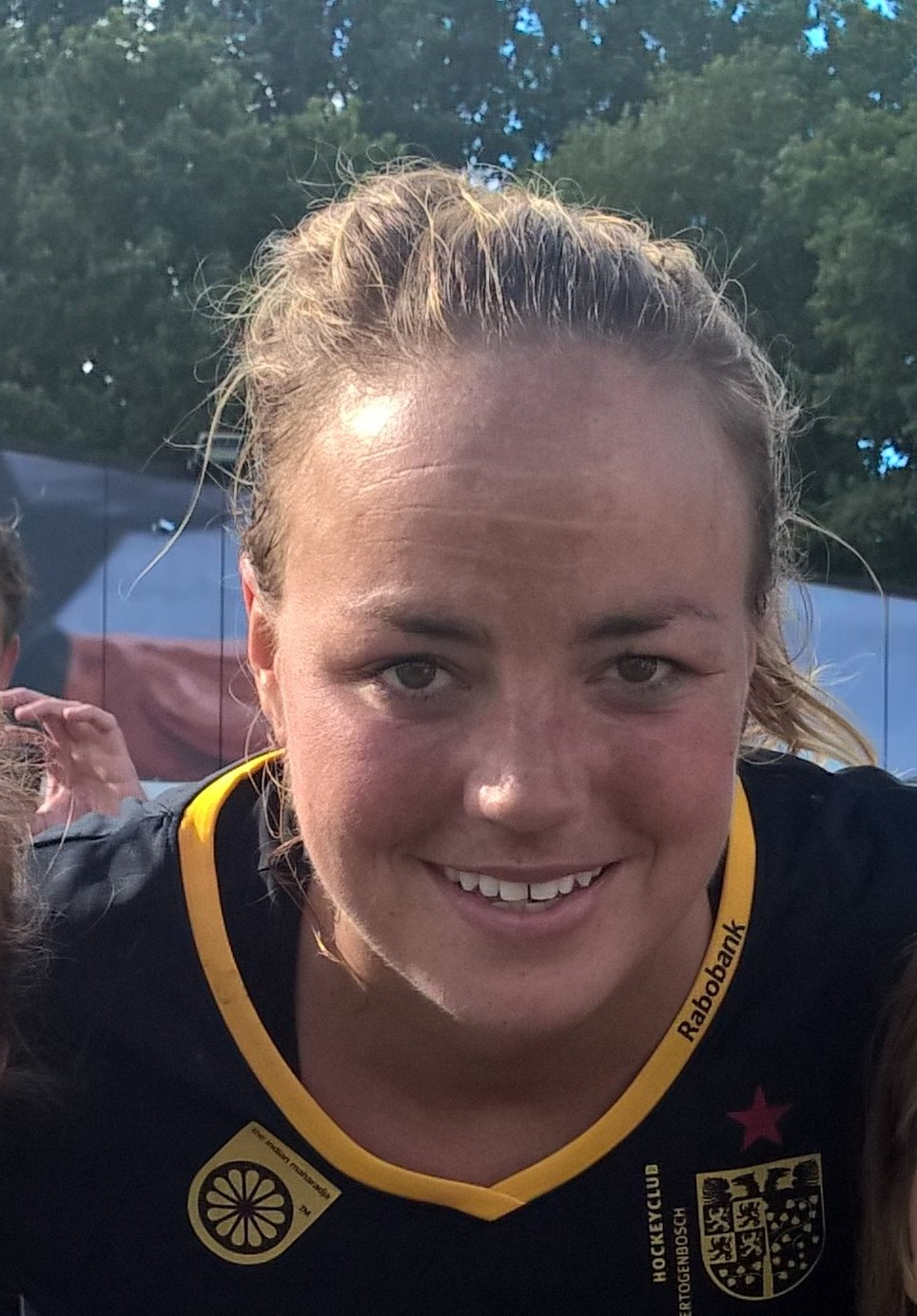
Maartje Paumen is de topscorer aller tijden van de Hoofdklasse (369 doelpunten) en de nationale vrouwenploeg (195).

- Dillianne van den Boogaard
- Ageeth Boomgaardt
- Minke Booij
- Jeroen Delmee
- Mijntje Donners
- Ronald Jansen
- Lieve van Kessel
- Lijsbeth van Kessel
- Piet-Hein Geeris
- Jacqueline Toxopeus
- Janneke Schopman
- Sander van der Weide
- Maartje Goderie
- Maartje Krekelaar
- Maartje Paumen
- Marloes Keetels
- Nienke Kremers
- Vera Vorstenbosch
- Pauline Brugts
- Lidewij Welten
- Emilie Mol
- Margje Teeuwen
- Merel de Blaey
- Margot van Geffen
- Ireen van den Assem
- Lieke Hulsen
- Frederique Matla
- Josine Koning
- Pien Sanders
- Sanne Koolen
- Laura Nunnink
- Sabine Mol

## Palmares
- Landskampioen
  - Heren (2): 1998, 2001
  - Dames (23): 1998, 1999, 2000, 2001, 2002, 2003, 2004, 2005, 2006, 2007, 2008, 2010, 2011, 2012, 2014, 2015, 2016, 2017, 2018, 2021, 2022, 2024, 2025
- Gold Cup
  - Heren: 2023, 2025
  - Dames (2): 2022, 2025
- Euro Hockey League
  - Dames (3): 2021, 2023, 2025
- Euro Hockey Club Cup
  - Dames (6): 2010, 2011, 2013, 2016, 2017, 2018
- Europacup I
  - Heren (1): 1999
  - Dames (10): 2000, 2001, 2002, 2003, 2004, 2005, 2006, 2007, 2008, 2009
- Europacup II
  - Heren (2): 1998, 2001
- Landskampioen zaalhockey
  - Heren: 1970
  - Dames (9): 1970, 1971, 1973, 1974, 1992, 2002, 2012, 2014, 2022
- Europacup zaalhockey
  - Dames: 2013

### Resultaten Heren 1 en Dames 1
| 7 C |

| 9 B |

| 7 B |

| 5 A |

| 7 B |

| 7 A |

| 4 B |

| 4 C |

| 2 B |

| 8 A |

| 1 B |

| 12 |

| 3 A |

| 3 B |

| 3 B |

| 5 A |

| 4 B |

| 3 B |

| 2 B |

| 1 B |

| 10 |

| 9 |

| 5 |

| 2 |

| 1 |

| 3 |

| 3 |

| 1 |

| 5 |

| 6 |

| 5 |

| 7 |

| 6 |

| 7 |

| 8 |

| 9 |

| 9 |

| 10 |

| 10 |

| 7 |

| 10 |

| 7 |

| 8 |

| 6 |

| 6 |

| 6 |

| 2* |

| 4 |

| 8 |

| Eerste klasse |

| Overgangsklasse |

| Hoofdklasse |

| Eerste klasse |

| Overgangsklasse |

| Hoofdklasse |

| 7 C |

| 9 B |

| 7 B |

| 5 A |

| 7 B |

| 7 A |

| 4 B |

| 4 C |

| 2 B |

| 8 A |

| 1 B |

| 12 |

| 3 A |

| 3 B |

| 3 B |

| 5 A |

| 4 B |

| 3 B |

| 2 B |

| 1 B |

| 10 |

| 9 |

| 5 |

| 2 |

| 1 |

| 3 |

| 3 |

| 1 |

| 5 |

| 6 |

| 5 |

| 7 |

| 6 |

| 7 |

| 8 |

| 9 |

| 9 |

| 10 |

| 10 |

| 7 |

| 10 |

| 7 |

| 8 |

| 6 |

| 6 |

| 6 |

| 2* |

| 4 |

| 8 |

| Eerste klasse |

| Overgangsklasse |

| Hoofdklasse |

| Eerste klasse |

| Overgangsklasse |

| Hoofdklasse |

| 4 B |

| 1 C |

| 7 B |

| 5 B |

| 8 B |

| 3 B |

| 7 A |

| nb |

| 1 B |

| 9 |

| 9 |

| 7 |

| 5 |

| 4 |

| 5 |

| 5 |

| 1 |

| 1 |

| 1 |

| 1 |

| 1 |

| 1 |

| 1 |

| 1 |

| 1 |

| 1 |

| 1 |

| 2 |

| 1 |

| 1 |

| 1 |

| 2 |

| 1 |

| 1 |

| 1 |

| 1 |

| 1 |

| 2 |

| 1* |

| 1 |

| 1 |

| Eerste klasse |

| Overgangsklasse |

| Hoofdklasse |

| Eerste klasse |

| Overgangsklasse |

| Hoofdklasse |

| 4 B |

| 1 C |

| 7 B |

| 5 B |

| 8 B |

| 3 B |

| 7 A |

| nb |

| 1 B |

| 9 |

| 9 |

| 7 |

| 5 |

| 4 |

| 5 |

| 5 |

| 1 |

| 1 |

| 1 |

| 1 |

| 1 |

| 1 |

| 1 |

| 1 |

| 1 |

| 1 |

| 1 |

| 2 |

| 1 |

| 1 |

| 1 |

| 2 |

| 1 |

| 1 |

| 1 |

| 1 |

| 1 |

| 2 |

| 1* |

| 1 |

| 1 |

| Eerste klasse |

| Overgangsklasse |

| Hoofdklasse |

| Eerste klasse |

| Overgangsklasse |

| Hoofdklasse |

Seizoen 2019-2020 is niet uitgespeeld vanwege de coronapandemie, de resultaten betreffen de plaats in de stand bij het afbreken van de competities.